# Hubbelrather Bachtal
Das Naturschutzgebiet Hubbelrather Bachtal liegt auf dem Gebiet der Stadt Erkrath im Kreis Mettmann in Nordrhein-Westfalen.
Das 28 ha große Gebiet mit der Kennung ME-039 liegt nördlich der Kerngebietes der Stadt Erkrath, westlich der A3 und südlich der Hubbelrather Zentraldeponie. Es ist die südliche Erweiterung des 70 ha großen Naturschutzgebietes Hubbelrather Bachtal auf Düsseldorfer Stadtgebiet mit der Kennung D-006.

## Beschreibung
Im Landschaftsplan des Kreises Mettmann (2012) finden sich folgende Beschreibungen des Naturschutzgebietes: „Das muldenförmig ausgeprägte Bachtal des Hubbelrather Baches mit seiner staunassen, wasserzügigen Talsohle verläuft von Düsseldorf nach Erkrath. Das naturnahe Tal mit den Röhrichtbeständen, Nass- und Feuchtweiden sowie brachgefallenem, binsen- und seggenreichem Nassgrünland wurde auf der Düsseldorfer Seite unter Naturschutz gestellt. Die Hangbereiche auf der Erkrather Seite sind durch Grünland, Brachen sowie Birken- und Buchenwälder geprägt“.
Im Gebiet liegt auch eine ehemalige Sandgrube, die eine klimabegünstigte Wärmeinsel darstellt und die als Trockenstandort ein wertvoller Lebensraum für seltene Tier- und Pflanzenarten ist.

„Der Hubbelrather Bach wird im Bereich des Naturschutzgebietes von Röhrichtbeständen sowie brachgefallenem binsen- und seggenreichem Nassgrünland gesäumt.
Die feuchten Grünlandbereiche werden teilweise extensiv bewirtschaftet und weisen typische Charakterarten auf. Im Westen des Gebietes liegt ein strukturreicher, naturnaher Wald auf einem Höhenrücken mit Einschnitten. [...]
Im Gebiet sind z. B. die laut Rote Liste NRW als gefährdet oder stark gefährdet eingestuften Arten Eisvogel, Nachtigall, Teichrohrsänger, Wasseramsel, Abendsegler und Wasserfledermaus nachgewiesen worden.
Die Altholzbestände sind von hoher Bedeutung für Höhlenbrüter wie Spechte und Fledermäuse.
Die feuchten Brachen und Feuchtgrünlandbereiche weisen einen hohen Anteil typischer Arten der Bachauen, Feuchtwiesen und Röhrichte auf. Besonders erwähnenswert ist auch das Vorkommen des Riesenschachtelhalmes, der laut Rote Liste NRW als gefährdet eingestuft ist.“

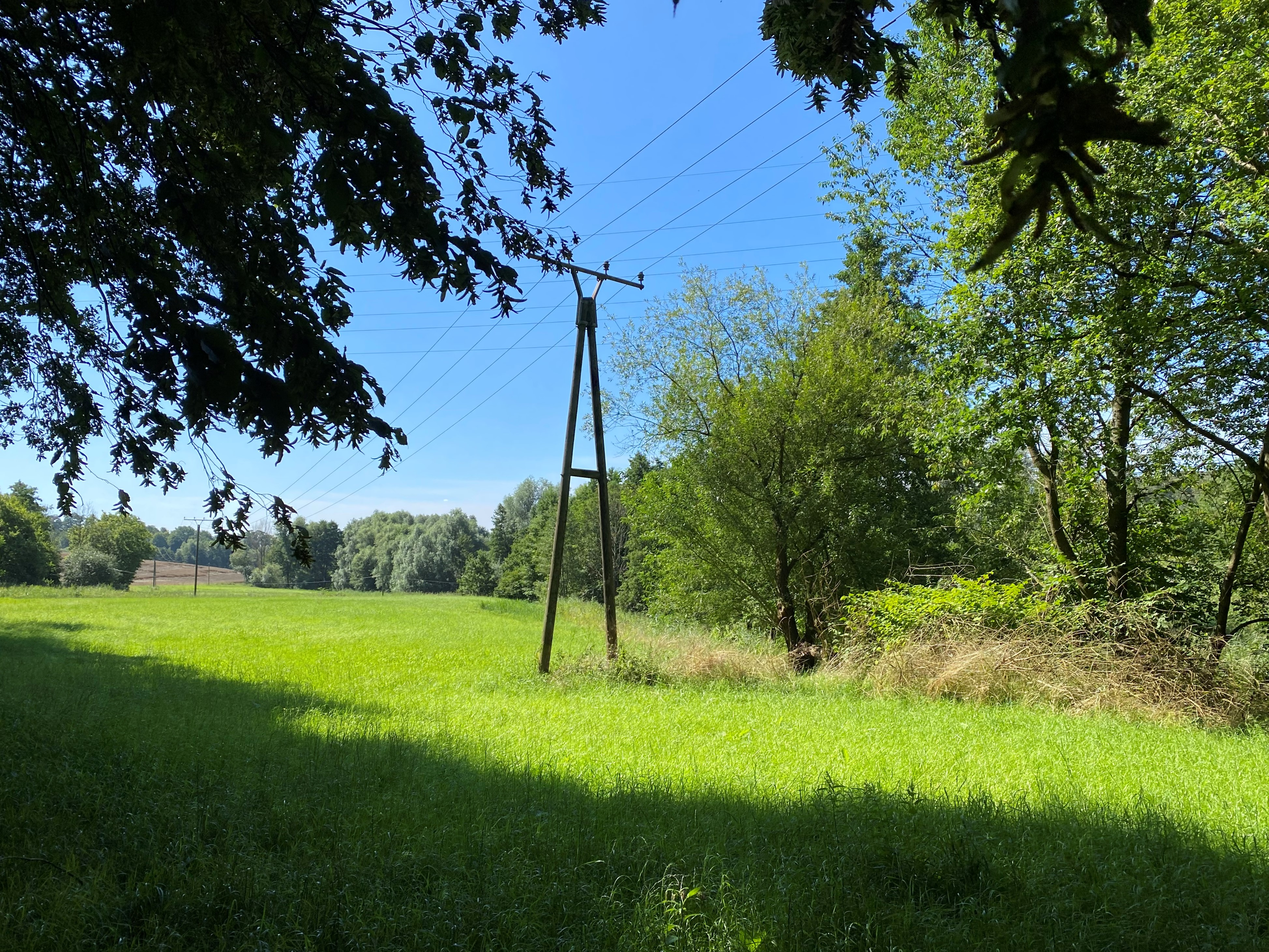
Hubbelrather Bach begleitet von Gehölzen
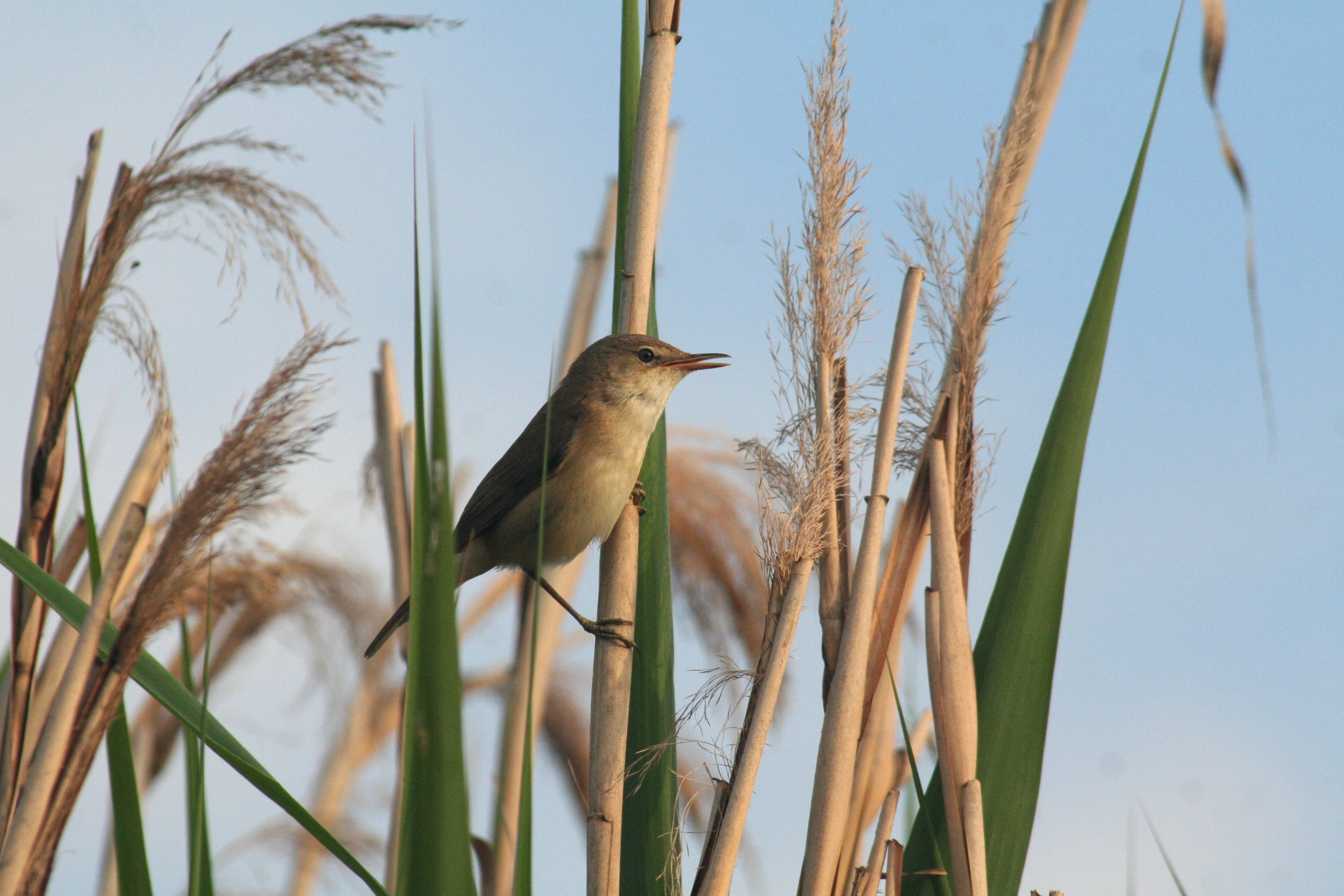
Teichrohrsänger im Schilf
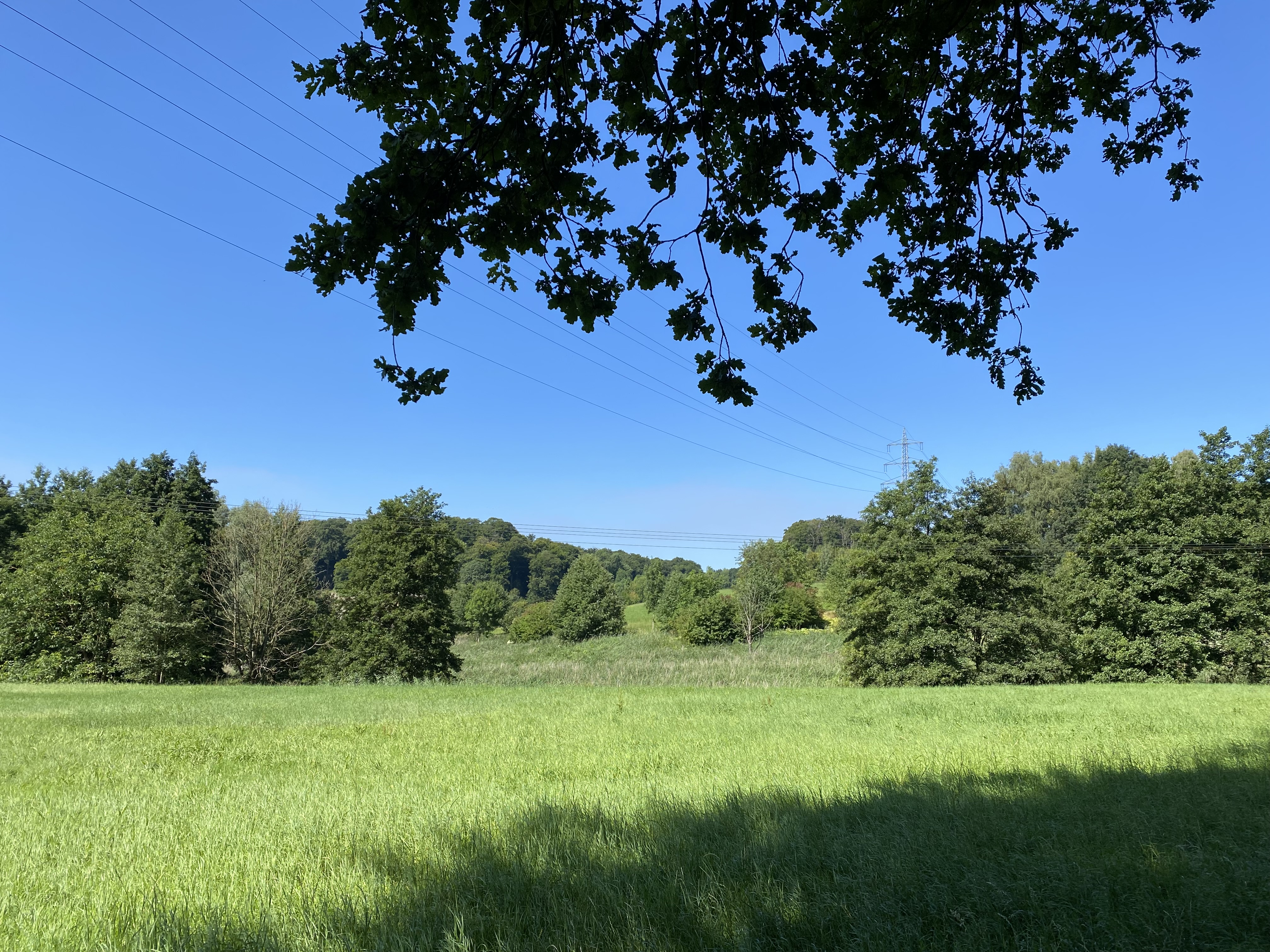
Feuchtwiese mit Schilf und Gehölzinseln
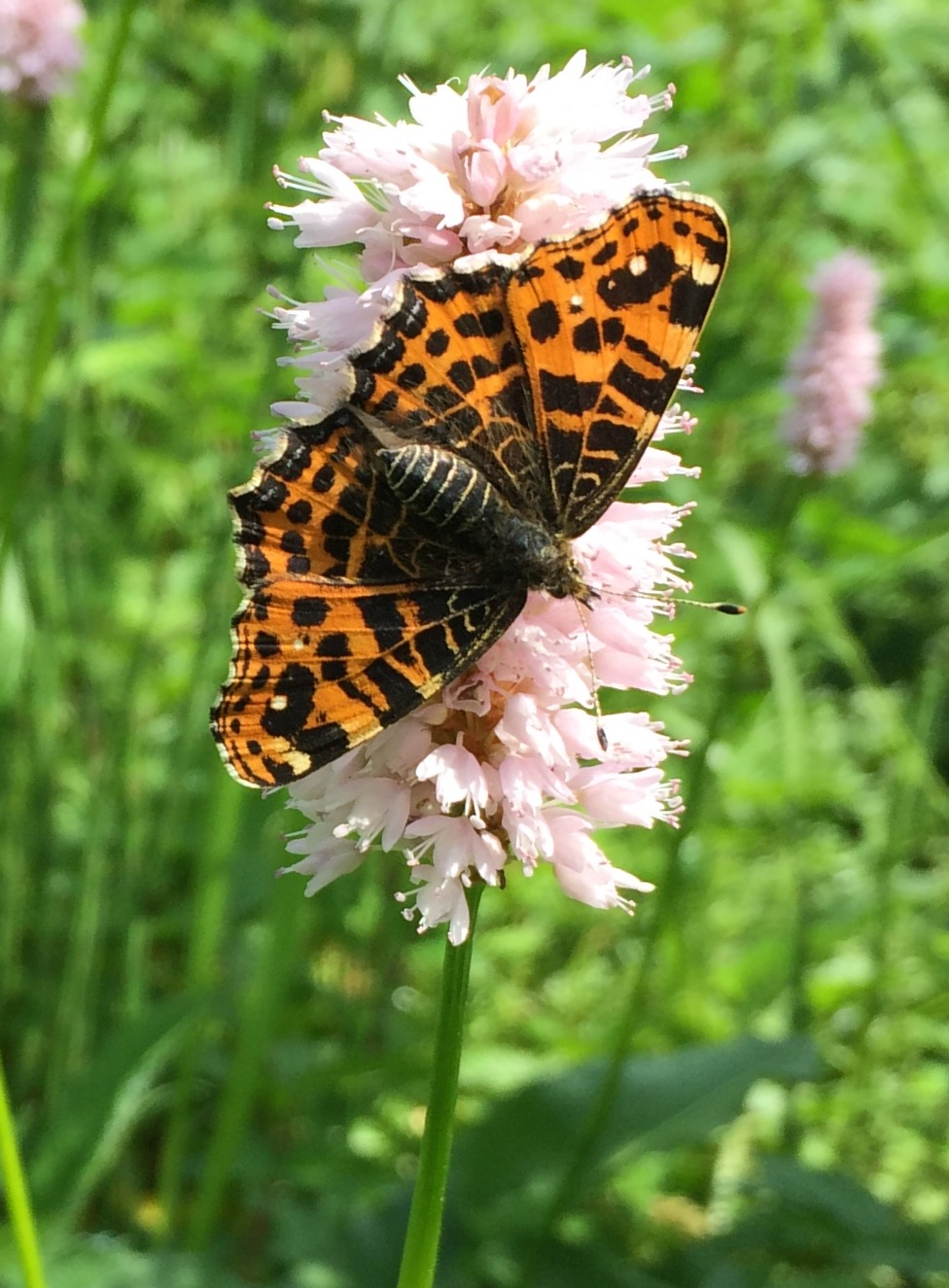
Landkärtchen auf Schlangen-Knöterich
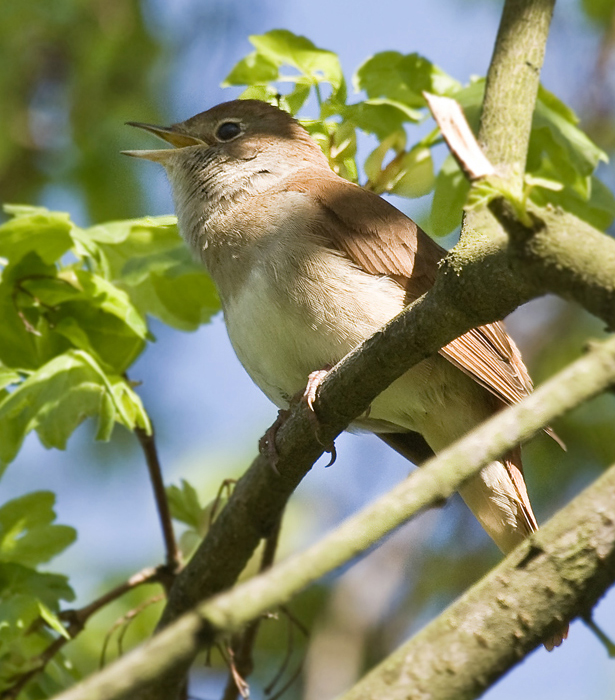
Singende Nachtigall (Luscinia megarhynchos)
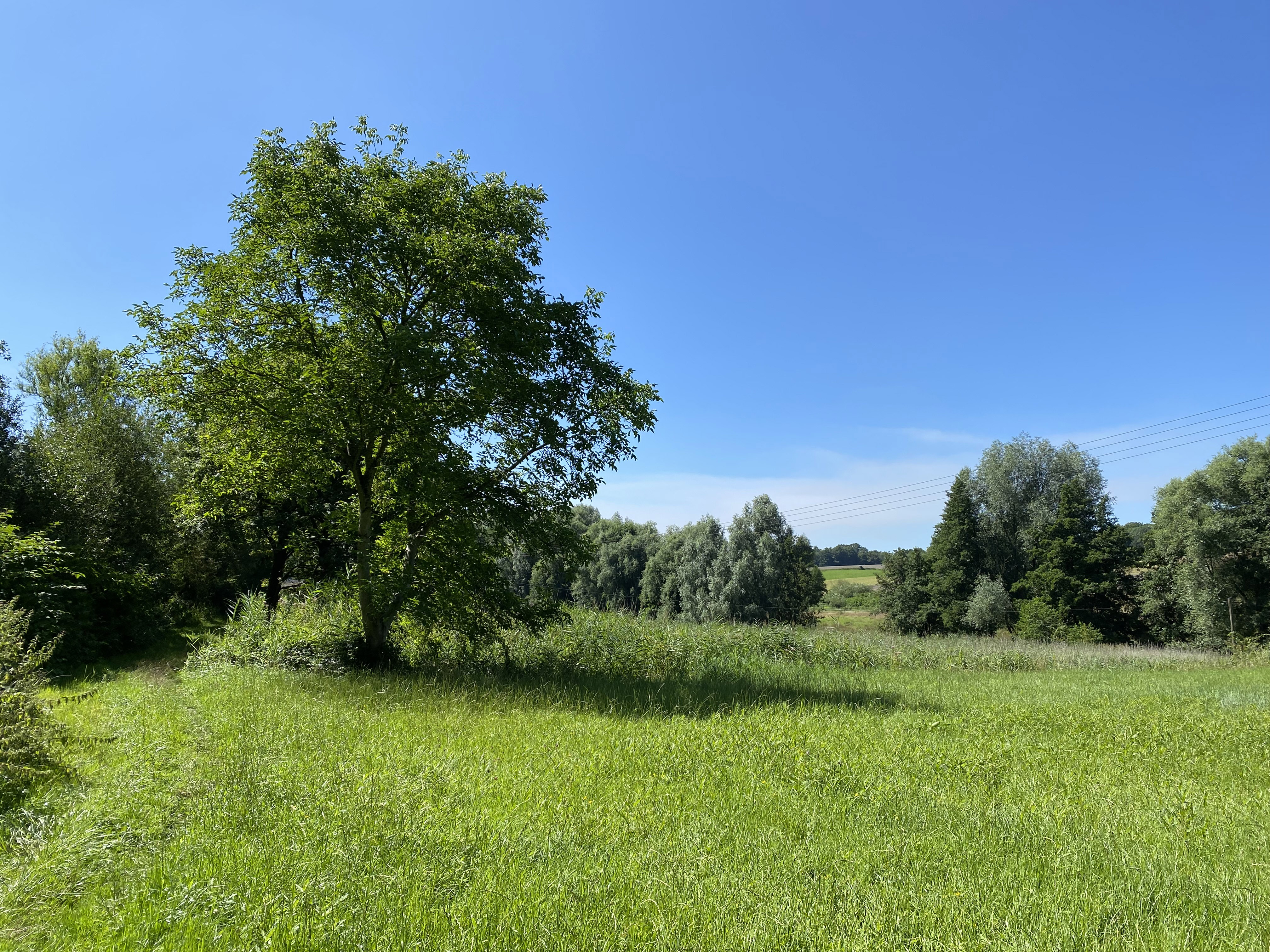
Hubbelrather Bachtal
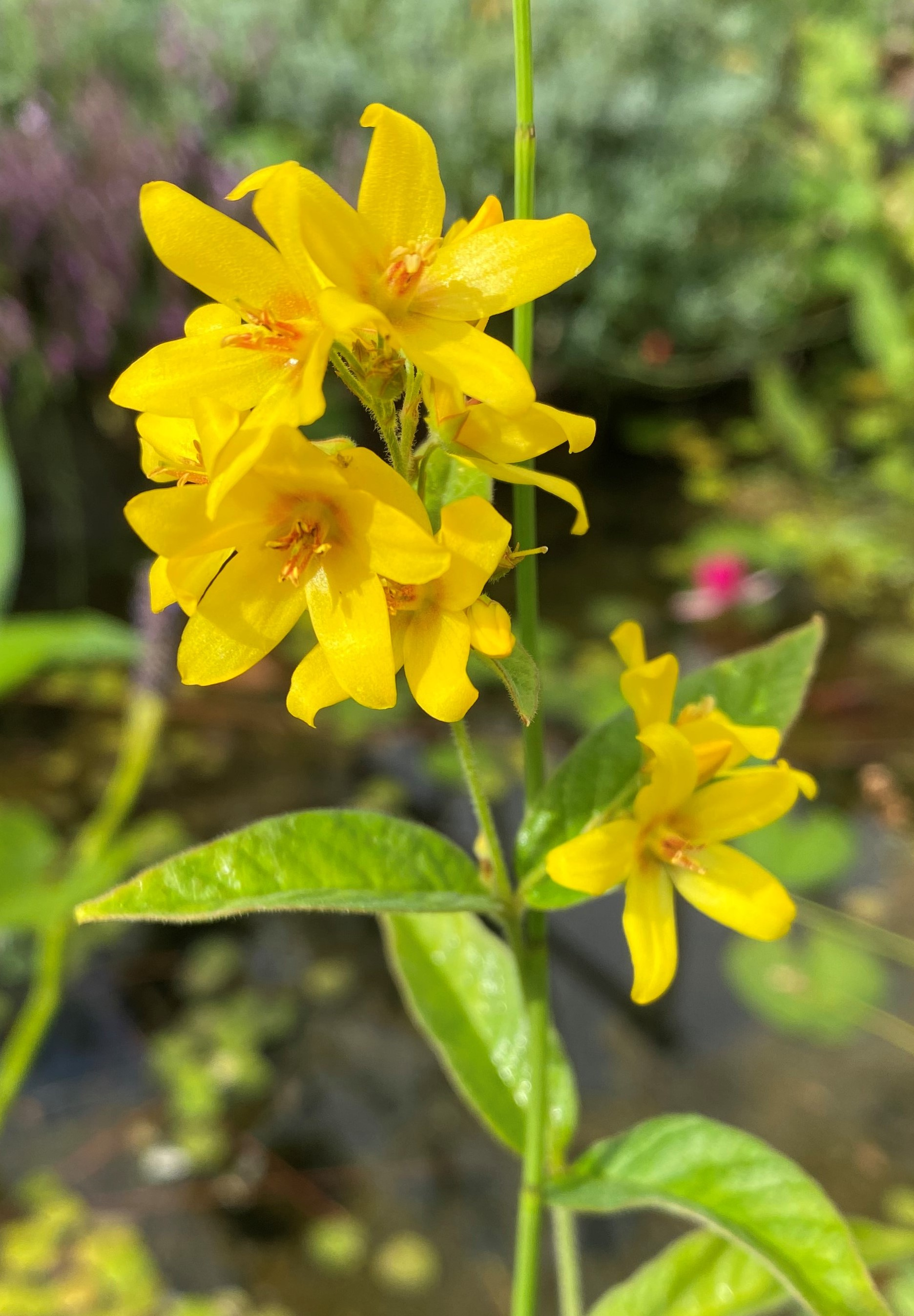
Feuchtwiesenstaude Gilbweiderich (Lysimachia vulgaris)
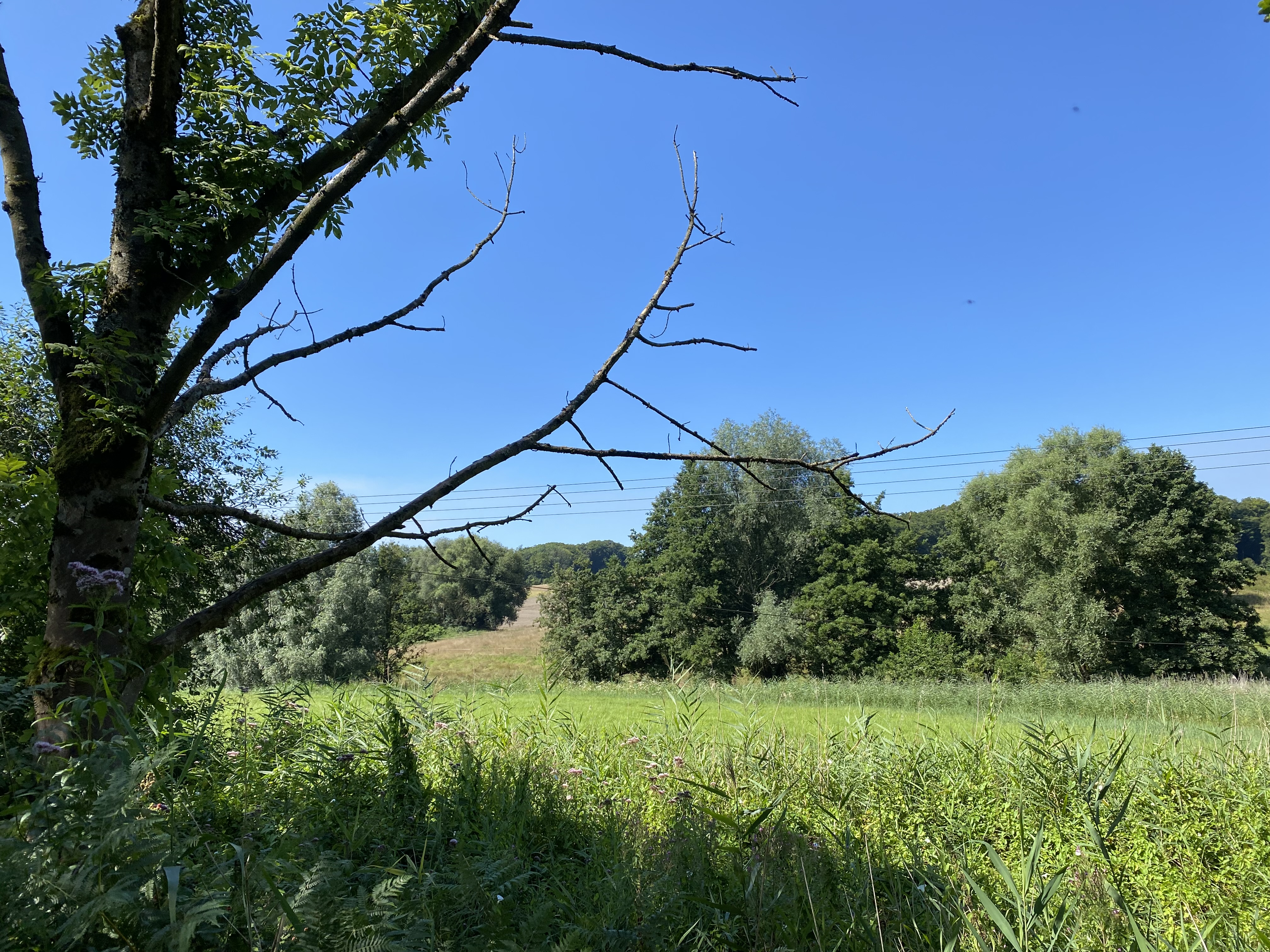
Feuchtwiese mit Schilf
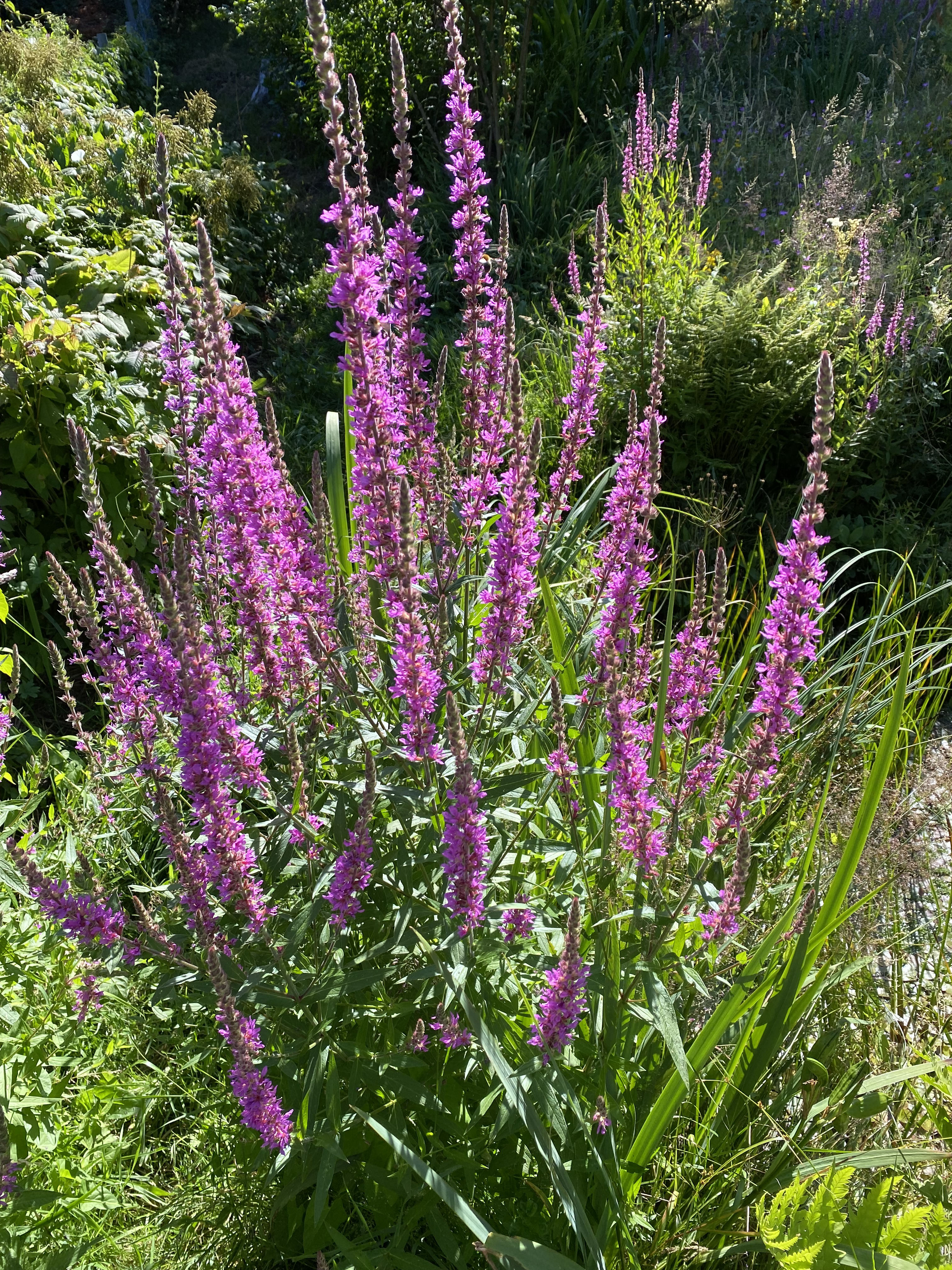
Insektenmagnet der Feuchtwiese – Blutweiderich
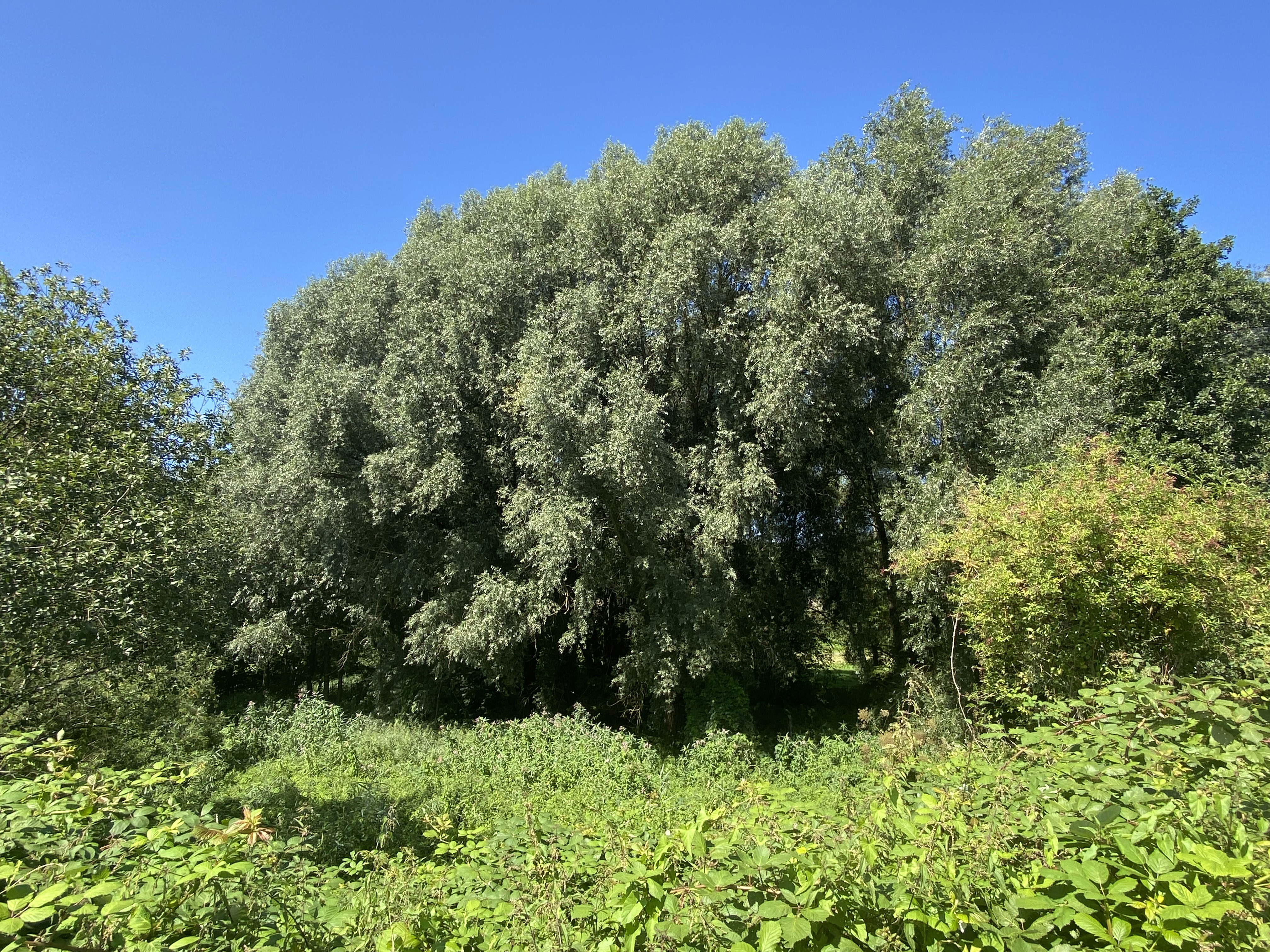
Weiden am Hubbelrather Bach